# Queen Elizabeth Hotel

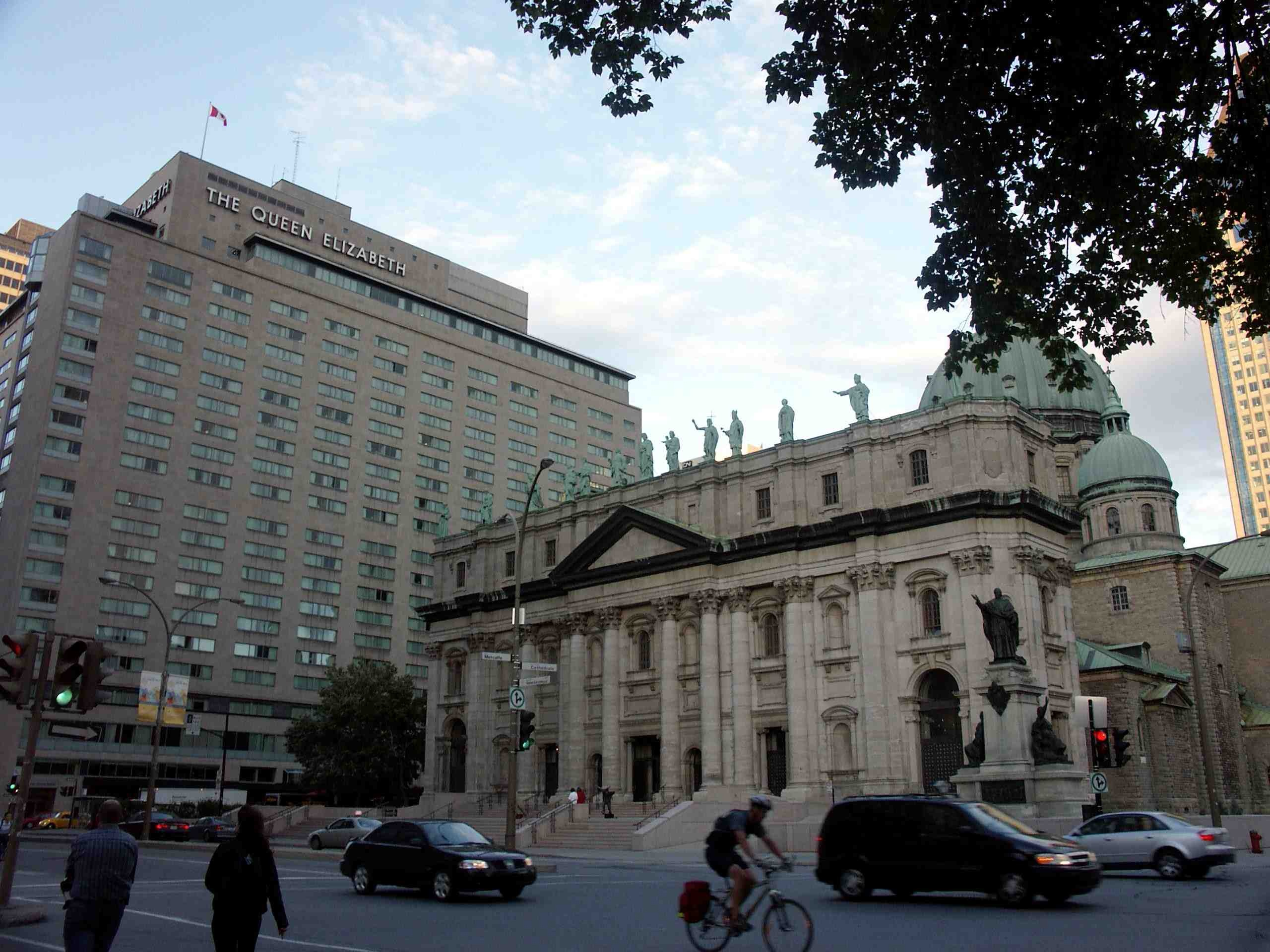
The Queen Elisabeth, met rechts de kathedrale Basiliek van Maria, Koningin van de Wereld

Het Queen Elizabeth Hotel (Frans: Hôtel Le Reine Élizabeth) is een hotel in Montreal (Canada) dat vooral bekendheid geniet omdat John Lennon en Yoko Ono hier – nadat hun de toegang tot de Verenigde Staten was ontzegd – in kamer 1742 hun tweede Bed-In hielden tussen 26 mei en 2 juni 1969. De eerste Bed-In vond eerder dat jaar plaats in het Hilton in Amsterdam. Ono en Lennon namen in het Elisabeth Hotel ook het nummer Give Peace a Chance op.
Tal van andere prominente gasten mocht het hotel verwelkomen, waaronder vrijwel de voltallige Britse koninklijke familie.
Het hotel maakt deel uit van Fairmont Hotels and Resorts.